# Hrvatski nogometni superkup
Hrvatski nogometni superkup er en kamp bestående af vinderen af den kroatiske fodboldliga, Prva HNL, og vinderen af den kroatiske fodboldcup, Hrvatski nogometni kup.

## Vindere
| År   | Vinder        | Score                     | Finalist       |
| ---- | ------------- | ------------------------- | -------------- |
| 1992 | Hajduk Split  | 0–0 (fsap), 3–1 (str.)    | Inker Zaprešić |
| 1993 | Hajduk Split  | 4–4, 0–0                  | Croatia Zagreb |
| 1994 | Hajduk Split  | 1–0, 0–1 (fs), 5-4 (str.) | Croatia Zagreb |
| 2002 | Dinamo Zagreb | 3–2                       | NK Zagreb      |
| 2003 | Dinamo Zagreb | 4–1                       | Hajduk Split   |
| 2004 | Hajduk Split  | 1–0                       | Dinamo Zagreb  |
| 2005 | Hajduk Split  | 1–0                       | NK Rijeka      |
| 2006 | Dinamo Zagreb | 4–1                       | NK Rijeka      |
| 2010 | Dinamo Zagreb | 1–0                       | Hajduk Split   |
| 2013 | Dinamo Zagreb | 1–1, 4–1 (str.)           | Hajduk Split   |